# Хормерсдорф
Хормерсдорф (нем. Hormersdorf) — бывшая коммуна в немецкой федеральной земле Саксония. С 1 января 2013 года входит в состав города Цвёниц.
Подчиняется административному округу Кемниц и входит в состав района Рудные Горы. На 31 декабря 2011 года на Хормерсдорфа составляло 1548 человек. Занимает площадь 11,32 км². Официальный код — 14 1 88 110.

## Фотографии

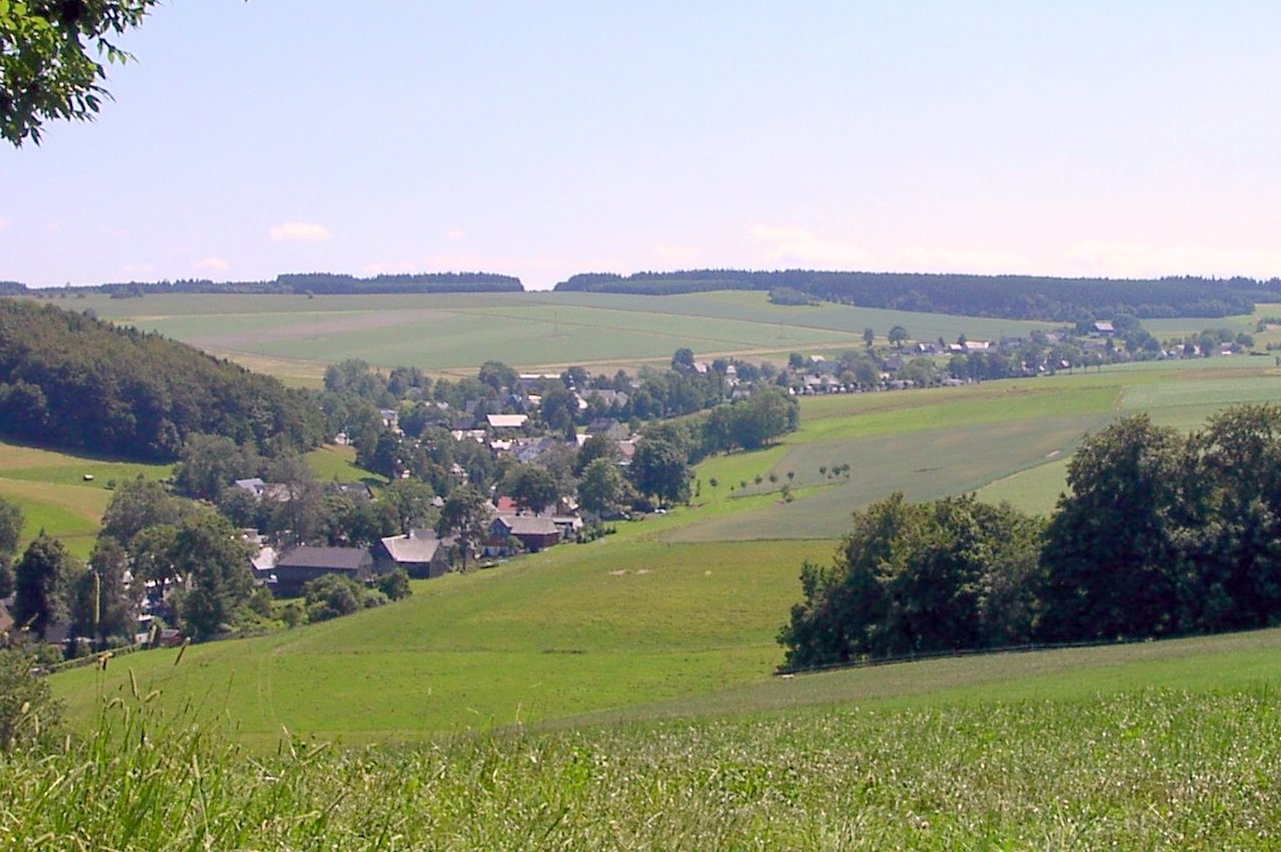
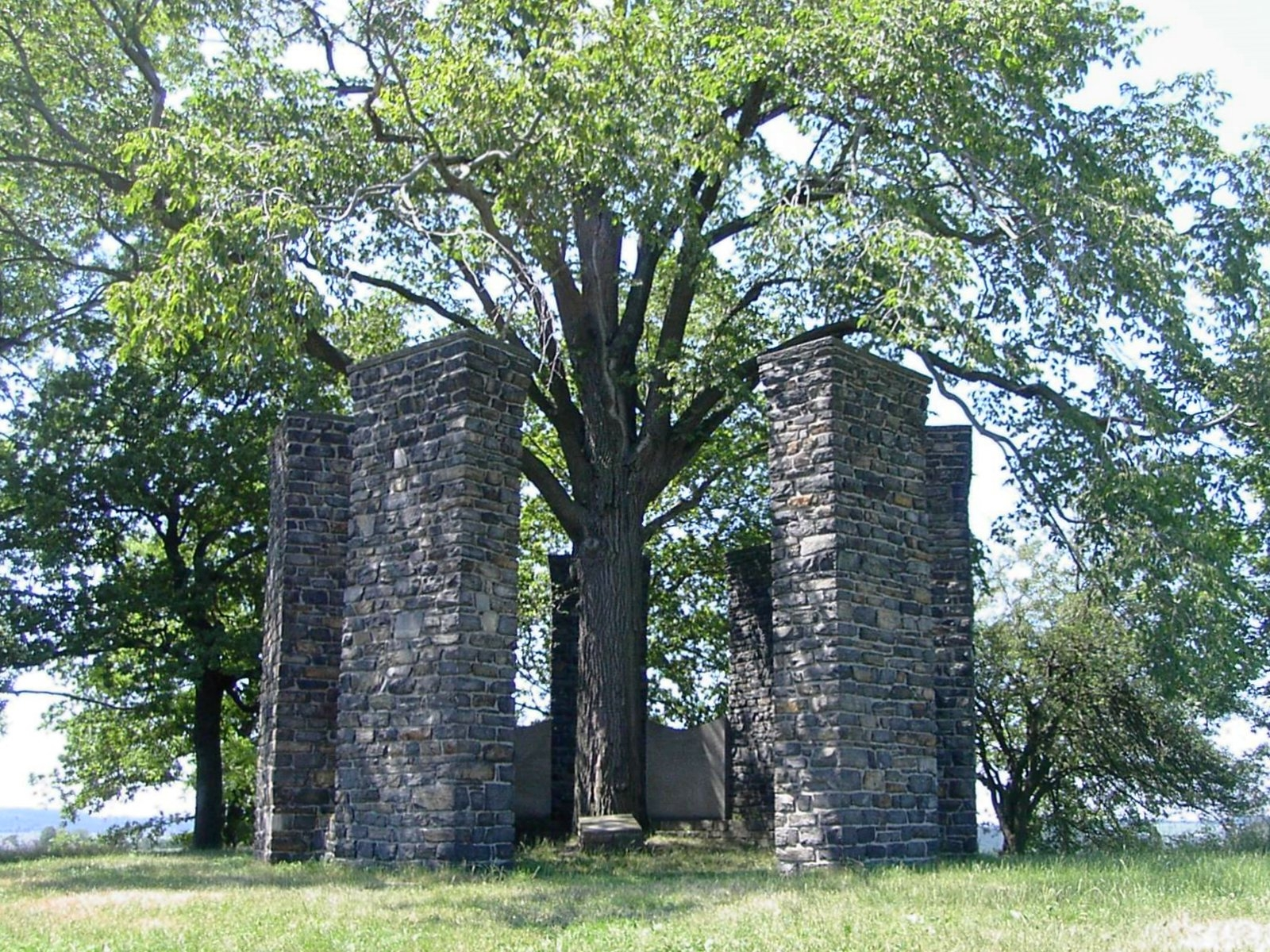
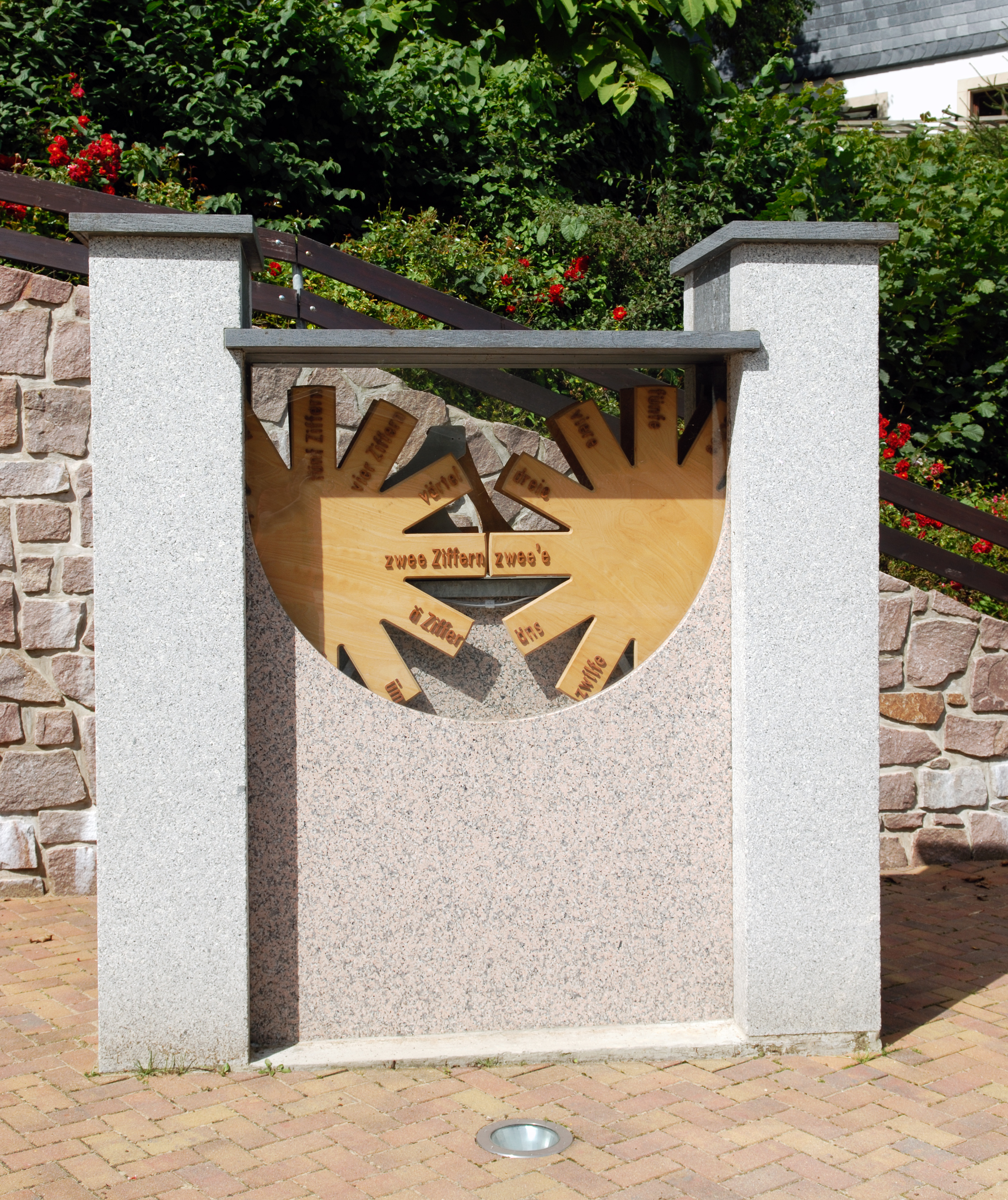